# HD180029
HD180029 — хімічно пекулярна зоря спектрального класу A2, що має видиму зоряну величину в смузі V приблизно  8,0.
Вона  розташована на відстані близько 1048,7 світлових років від Сонця.

## Пекулярний хімічний склад
Зоряна атмосфера HD180029 має підвищений вміст 
Si
.